# Gaius Atilius Hanno
Gaius Atilius Hanno war ein antiker römischer Toreut (Metallbildner), wahrscheinlich in der ersten Hälfte des 1. Jahrhunderts in Kampanien tätig.
Gaius Atilius Hanno ist heute nur noch aufgrund eines gemeinsamen Signaturstempels mit Tiberius Robilius Sitius auf einer Kasserolle aus Bronze bekannt. Für Atilius Hanno ist es die einzige bekannte Signatur, von Robilius Sitius sind noch vier weitere Bronzen mit Signaturen bekannt. Das gemeinsam signierte Stück wurde in Lysec, Ortsteil von Bžany im Okres Teplice gefunden. Heute befindet sich das Stück im Nationalmuseum in Prag. Möglicherweise ist er mit Hanno identisch, von dem zwei signierte Bronzen überliefert sind.

## Einzelbelege
1. ↑  Inventarnummer ?; Richard Petrovszky: Studien zu römischen Bronzegefäßen mit Meisterstempeln. Leidorf, Buch am Erlbach 1993, S. 293, Nr. R.04.01.; CIL 3, 6017,12; CIL 13, 10036,85.

| Personendaten    | Personendaten                              |
| ---------------- | ------------------------------------------ |
| NAME             | Hanno, Gaius Atilius                       |
| ALTERNATIVNAMEN  | Hanno, Caius Atilius                       |
| KURZBESCHREIBUNG | antiker römischer Toreut                   |
| GEBURTSDATUM     | 1. Jahrhundert v. Chr. oder 1. Jahrhundert |
| STERBEDATUM      | 1. Jahrhundert oder 2. Jahrhundert         |